# Чедо Прица Плитвички
Чедо Прица Плитвички (Плитвичка језера, 10. јун 1931 – Загреб, 21. јун 2009) био је песник, прозни писац, драматург, есејиста и преводилац.

## Биографија
Дипломирао је на Филолошком факултету у Загребу 1995. године. Књижевношћу се почео бавити као средњошколац, а као студент постао стални сарадник часописа Извор, касније Кругова и Републике.
Био је уредник у издавачком предузећу Lykos, потом уредник Радио Загреба.
Током рата му је уништена дедовина, те је свом имену додао име Плитвички.
Отац је глумице Алме Прица.